# Мар'їнська територіальна громада
Мар'їнська міська територіальна громада — територіальна громада в Україні, у Покровському районі Донецької області з адміністративним центром у місті Мар'їнка.

## Загальна інформація
Площа території — 485,3 км², населення громади — 33 643 особи (2020 р.).

## Населені пункти
До складу громади увійшли міста Красногорівка, Мар'їнка, села Антонівка, Бажане Друге, Бажане Перше, Георгіївка, Єлизаветівка, Зоряне, Іллінка, Катеринівка, Костянтинівка, Максимільянівка, Новомихайлівка, Олександропіль, Парасковіївка, Перемога, Романівка та Славне.

## Історія
Створена у 2020 році, відповідно до розпорядження Кабінету Міністрів України № 721-р від 12 червня 2020 року «Про визначення адміністративних центрів та затвердження територій територіальних громад Донецької області», шляхом об'єднання територій та населених пунктів Красногорівської, Мар'їнської міських, Єлизаветівської, Зорянської, Катеринівської, Костянтинівської, Максимільянівської та Новомихайлівської сільських рад Мар'їнського району Донецької області.